# BB Brunes
BB Brunes es una banda de pop rock francés, la cual forma parte de la "nueva escena del rock francés" (la nouvelle scène française rock).

## Principios
Los miembros del grupo son de París, a excepción de Bérald Crambes, de Saint-Georges-de-Didonne, en Charente-Maritime. Adrien Gallo y Raphaël Delorme se conocieron en la escuela antes de crear el grupo Hangover en 2000, con Karim Réveille. Luego componen exclusivamente en inglés. Empiezan a tocar en la acera de la rue de Turbigo. Fue Luis Rego, un pariente cercano de la familia, quien le prestó su primera guitarra a Adrien Gallo, le enseñó unos acordes y le dijo que escuchara a Jimi Hendrix y gipsy jazz. Fue a partir de ahí que descubrió y apreció el rock.  Sus padres escuchaban principalmente jazz. Mientras la nueva formación busca un nuevo guitarrista, Félix Hemmen, seducido por su música y empujado por su padre, se ofrece tras un concierto y es aceptado. El mismo año, Raphaël Delorme deja el grupo, mientras éste cambia de nombre y firma un primer contrato con una discográfica.
El actor Jules Sitruk es uno de sus amigos del instituto: a él le pasan su primera maqueta porque su padre, Claude Sitruk, ex cantante del grupo Les Costars, acaba de montar el sello Kurtis Productions. Durante meses, Claude Sitruk reelaborará las canciones, los arreglos, enseñará al grupo a tocar juntos, a construir su identidad; tanto, que tras diez meses de ensayos, los llevó al estudio del Palais des Congrès y grabó cuatro temas mezclados por Jacques Ehrhart. Luego, Claude Sitruk se acerca sin éxito a las compañías discográficas y conoce, a través de Jacques Ehrhart, a Marc di Domenico, quien firmará con el grupo bajo licencia del sello Palass. Palass tiene un acuerdo con Warner, el grupo será distribuido por Rose-Hélène Chassagnes. Claude Sitruk propone al grupo cambiar su nombre, que pasa a ser BB Brunes, tomando su nombre tanto de la canción de Serge Gainsbourg, Initials BB, del boulevard Brune de París, donde el grupo ensaya en ese momento como de la canción La Brown señora de Barbara.

## Debut
Los BB Brunes hicieron sus primeras presentaciones en 2005 en el Gibus, una sala de espectáculos parisina, con motivo del festival Emergenza, junto con varios otros grupos de jóvenes músicos. Irán a la final nacional del evento en el Élysée Montmartre. Al año siguiente lanzaron su primer sencillo Le Gang; fue seguido por un álbum, Blonde comme moi, dos nuevos sencillos en 2007, así como una reedición de Blonde comme moi que incluye algunos extras, incluidos fondos de pantalla.
Bérald Crambes se unió al grupo BB Brunes en 2007 como bajista después del lanzamiento del álbum Blonde comme moi gracias a un anuncio lanzado en Myspace. El mismo año, el grupo fue elegido por la marca de ropa H&M para albergar la velada de presentación de una nueva colección, en Roma, en octubre. El grupo interpreta en esta ocasión, en inglés, varios temas del disco, ante 700 invitados.

## Populares
Su aparición durante el prime de Star Academy de TF1 el viernes 18 de enero de 2008 les brindó una primera gran cobertura mediática con el público adolescente francés, un objetivo privilegiado incluso si el grupo provocó a TF1 diciendo que se vieron obligados a subir al escenario y que no les gustaba estar allí. Continúan sus apariciones en espectáculos como La fête de la chanson française, Taratata, Le Grand Journal y T'imprédes tout le monde de Somme. Su gira de 2008 anunció cinco nuevas canciones: Try Your Knees (o Manivelle), Solo o acompañado, Bouche B, Le Ska y Cavalier noir. También cantan la canción Summer Days de su antigua banda Hangover. En julio de 2008, el grupo fue abucheado en el escenario del festival Dour: los cuatro músicos recibieron una bienvenida de silbidos y una lluvia de basura. A pesar de esto, la banda decide seguir tocando pero termina el concierto 15 minutos antes del final programado. Por lo tanto, no se inicia la recuperación.
El grupo ganó una Victoire de la musique 2009 en la categoría Revelación escénica del año, categoría en la que Micky Green, Moriarty, Sefyu y The Dø fueron nominados junto a ellos. El mismo año, su canción Cavalier noir apareció en la banda sonora francesa de la película Crepúsculo, capítulo II: Tentación.

## Nico Teen Love (2009—2011)
El 16 de noviembre de 2009 se lanzó el segundo álbum de BB Brunes, Nico Teen Love y el sencillo homónimo se lanzó en el segundo trimestre de 2010. El título evoca la adolescencia y el amor como droga; el grupo ha querido hacer este CD como despedida de la adolescencia. El 15 de noviembre de 2010 lanzó un EP en inglés y una edición de colección del álbum Nico Teen Love, con un segundo CD que contiene exclusivas en inglés y francés, piezas grabadas en concierto, sesiones de trabajo y versiones acústicas. En 2011, el grupo participó en el álbum de versiones de canciones de Alain Bashung titulado Tels Alain Bashung interpretando Gaby oh Gaby. El primer CD/DVD en vivo del grupo, grabado en el Olympia, la Alhambra y en el festival Printemps de Bourges, fue lanzado el 24 de octubre de 2011. Le acompaña el lanzamiento del título Cul et Chemise, una versión de Alright de Supergrass, con nueva letra en francés.

## Resto
En el 2000, Adrien Gallo, Karim Réveillé y Raphaël Delorme, quienes son amigos desde la infancia, formaron la banda "Hangover", con canciones exclusivamente en inglés. Algunos años más tarde, Raphaël dejó la banda en el momento en el que ésta se encontraba firmando su primer contrato. La nueva alineación encontró un nuevo guitarrista, Félix Hemmen, a quien le gustaba su música. Para el año 2007, el bajista Bérald Crambes se unió a la banda.
La banda tomó el nombre de BB Brunes, el cual proviene de una canción del cantante Serge Gainsbourg, Initials BB y del bulevar Brune de París, de dónde es proveniente la banda. Las influencias musicales de la banda son los géneros punk y rock de las décadas de 1960 y 1970; Cómo de grupos actuales tales como The Strokes, Amy Winehouse, Paul Bul, The Clash, David Bowie, Ray Charles, y cantantes como Serge Gainsbourg, Jacques Dutronc, etc. El lenguaje usado en sus canciones es principalmente el francés.
En el 2009, el grupo ganó un premio Victoires de la musique en la categoría "Grupo o artista revelación del año".
Participaron en la banda sonora de Astérix y Obélix al servicio de su majestad, actuando además en el film como una banda de bardos.

## Discografía

### Álbumes
| Título           | Detalles                                          | Rankings position | Rankings position | Rankings position |
| Título           | Detalles                                          | FR                | BEL (Wa)          | SWI               |
| ---------------- | ------------------------------------------------- | ----------------- | ----------------- | ----------------- |
| Blonde comme moi | - Año : 13 mars 2007 - Label : Kurtis Productions | 8                 | 16                | —                 |
| Nico Teen Love   | - Año : 16 novembre 2009 - Label : Warner         | 6                 | 31                | 39                |
| BB Brunes        | - Año : 15 novembre 2010 - Label : Warner         | -                 | -                 | -                 |
| Long Courrier    | - Año : 21 septembre 2012 - Label : Warner        | 9                 | 20                | 14                |
| Puzzle           | - Año : 1 septembre 2017 - Label : Warner         | 22                | 36                | 23                |
| Visage           | - Año : 6 septembre 2019 - Label : Warner         | 39                | -                 | -                 |

### Sencillos
| Año  | Título                             | Álbum            | Rankings |
| ---- | ---------------------------------- | ---------------- | -------- |
| 2006 | Le Gang                            | Blonde comme moi | —        |
| 2007 | Houna                              | Blonde comme moi | —        |
| 2007 | Dis-moi                            | Blonde comme moi | 187      |
| 2008 | Mr. Hyde                           | Blonde comme moi | —        |
| 2008 | Perdus cette nuit                  | Blonde comme moi | —        |
| 2009 | Dynamite                           | Nico Teen Love   | —        |
| 2009 | Lalalove You                       | Nico Teen Love   | 11       |
| 2010 | Nico Teen Love                     | Nico Teen Love   | —        |
| 2010 | Britty Boy                         | Nico Teen Love   | —        |
| 2011 | Cul et chemise                     | Nico Teen Live   | —        |
| 2012 | Casanova                           | BB Brunes        | —        |
| 2012 | Coups et Blessures                 | Long Courrier    | 7        |
| 2012 | Stéréo                             | Long Courrier    | 46       |
| 2013 | Aficionado                         | Long Courrier    | 71       |
| 2013 | Bye Bye                            | Long Courrier    | 149      |
| 2017 | Éclair éclair                      | Puzzle           | 116      |
| 2017 | Pyromane                           | Puzzle           | —        |
| 2017 | Terrain Vague                      | Puzzle           | —        |
| 2018 | Pyjama                             | Puzzle           | —        |
| 2019 | Visage                             | Visage           | —        |
| 2019 | Habibi                             | Visage           | —        |
| 2019 | La plus belle de toutes les filles | Visage           | —        |
| 2019 | Saint Sébastien                    | Visage           | —        |